# Al-Ulajka
Al-Ulajka (arab. العليقة) – wieś w Syrii, w muhafazie Tartus. W 2004 roku liczyła 710 mieszkańców.